# Campylopus clavatus
Campylopus clavatus là một loài Rêu trong họ Dicranaceae. Loài này được (R. Br.) Wilson mô tả khoa học đầu tiên năm 1854.